# کامنوک، نیو ساوت ولز
کامنوک (به انگلیسی: Cumnock) یک شهرک در استرالیا است که در نیو ساوت ولز واقع شده‌است.